# ジョナサン・ポラード

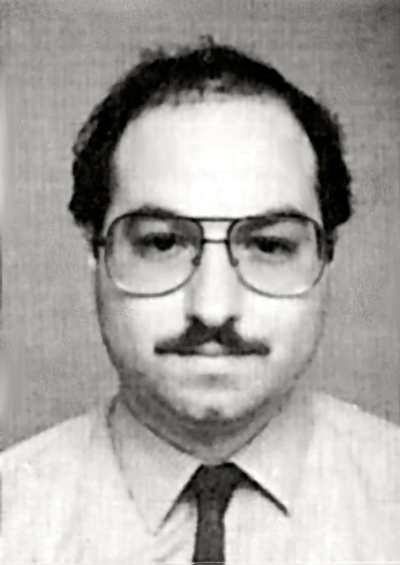
ジョナサン・ポラード

ジョナサン・ポラード（Jonathan Pollard 1954年8月7日 - ）は、アメリカ国内でイスラエルのために活動していたユダヤ人の元工作員。1985年に逮捕、1987年に終身刑の判決を受けたが、2015年11月20日に釈放された。

## 経歴
テキサス州ガルヴェストン出身。スタンフォード大学で政治学を学び、1976年に卒業。1979年に大学院を修了。
修了後、CIAで働くことを望むも、過去に違法薬物を使用していたことから拒絶され、結局ソ連についての諜報活動をしていた「Naval Fields Operational Intelligence Office」に雇われる。その後、アメリカ海軍の海軍捜査局（現海軍犯罪捜査局）へ移籍する。
1984年、ポラードはイスラエル空軍のエースパイロットのアヴィエム・セラと出会う。程なくして、ポラードは金銭や宝石などと引き換えにセラに機密情報を流し始める。
1985年にスパイ活動が発覚し、同年11月21日にポラードは逮捕される。妻も翌22日に逮捕され、懲役5年の判決を受けるも健康上の理由で3年半で釈放され、彼女はイスラエルへ移住した。また、ポラードと離婚した。
1995年にポラードはイスラエルの市民権授与を要請する。イスラエル当局は事件発覚後、13年間の長きに渡り、ポラードがイスラエルのスパイであることを否定し続けた。
2007年にイスラエルの右派政党「リクード」の党首であるベンヤミン・ネタニヤフが獄中のポラードを訪問し、ネタニヤフは自身が首相になった際にはポラードの釈放を実現させるために力を尽くす旨を述べた。イスラエルは過去にアメリカのクリントン政権、ブッシュ政権にポラードの釈放を要請しているがいずれも却下されていた。
2015年釈放された。

## ポラード釈放運動

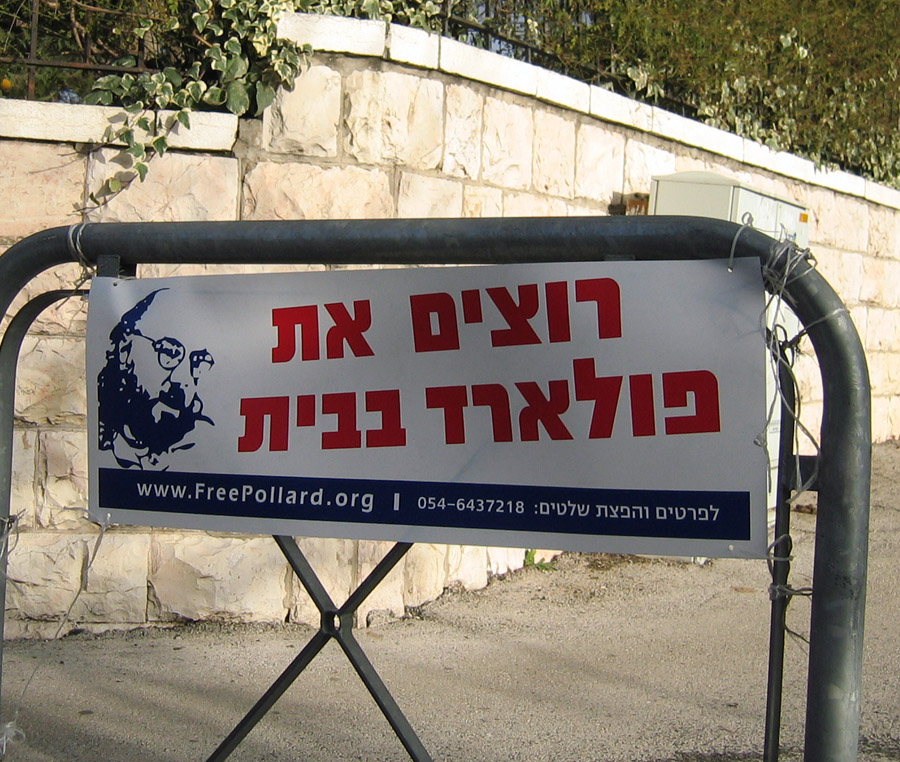
ポラードの釈放を求める看板

イスラエル国内では、民間レベルでもポラードの釈放を求める運動が活発である。また、弁護士・大学教授のアラン・ダーショヴィッツ、リクード所属の政治家であるリモール・リブナット、同じくリクード所属の政治活動家であるモーシェ・フェイグリンなどがポラードを擁護し、釈放を求める姿勢を示している。
政治関係の人物に限らず、文化人ではベリーズ出身のユダヤ人ラッパーである「Shyne」（本名：モーシェ・レヴィ・ベン＝ダヴィド）が2011年にライブ中にステージ上でポラードと当時ハマースに拉致されていたイスラエル国防軍兵士であるギルアド・シャリートの釈放を訴えている。

## 釈放決定
2015年7月、オバマ政権が11月に釈放することが明らかになった。イランとの核合意に反対するイスラエルに配慮したと見られている。しかし、釈放は連邦釈放委員会が釈放のための2つの要件（模範囚であること、釈放しても脅威を与えないこと）を満たしたために行われることになったとされている。連邦法によれば終身刑の場合、30年後に見なすことになっており、11月21日に期限が来る。司法省などは去年まで釈放に反対していた。